# Trappenkamp
Trappenkamp là một đô thị ở huyện Segeberg, bang Schleswig-Holstein Segeberg, ở bang Schleswig-Holstein, Đức. Đô thị Trappenkamp có diện tích 3,32 km², dân số thời điểm ngày 31 tháng 12 năm 2006 là 4991 người. Đô thị này có cự ly khoảng 15 km về phía đông Neumünster.